# John D. Herbert
John David Herbert (* 8. September 1930 in Columbus, Ohio; † 27. März 2017 in Cincinnati, Ohio) war ein US-amerikanischer Jurist und Politiker (Republikanische Partei). Er war von 1963 bis 1971 Treasurer of State von Ohio.

## Werdegang
John David Herbert, Sohn von Thomas J. Herbert, dem späteren Gouverneur von Ohio, wurde während der Weltwirtschaftskrise geboren. Über seine Jugendjahre ist nichts bekannt. Herbert studierte Jura und begann nach dem Erhalt seiner Zulassung als Anwalt 1957 zu praktizieren. Er wurde 1962 zum Treasurer of State von Ohio gewählt und 1966 wiedergewählt. 1970 gewann er die republikanische Nominierung für das Amt des Attorney General von Ohio, erlitt aber bei der folgenden Wahl eine Niederlage wegen seiner Verbindungen zum Crofters-Skandal. Dabei wurden die Republikaner beschuldigt Staatseinnahmen an Wahlkampfspender gelenkt zu haben. Beinahe alle Republikaner, die sich 1970 zu Wahl stellten, erlitten eine Niederlage. In diesem Zusammenhang wurde der Demokrat John J. Gilligan zum Gouverneur von Ohio gewählt.
Herbert lebte in Cincinnati und war Corporate Counsel bei Ace Doran Hauling and Rigging Company.